# 石炭纪
| 石炭纪 358.9–298.9百万年前 PreЄ Є O S D C P T J K Pg N |                                           |
| 晚石炭世：3亿年前的地球                                |                                           |
| 全時期平均大氣O 2含量                                  | 约32.3 Vol % （为現代的162% ）            |
| 全時期平均大氣CO 2含量                                 | 约800 ppm （为前工業時期3倍）             |
| 全時期平均地表溫度                                     | 约14℃ （高於現代0℃）                      |
| 海平面（高於現代）                                     | 從120米降至現代水平，在末期穩定上升至80米 |

石炭纪（英語：Carboniferous，符號C）是地球历史中显生宙古生代的第五个（倒数第二个）纪，也是晚古生代两个地质时期中较老的一个。石炭纪上承泥盆纪、下启二叠纪，从3.58亿年前的泥盆紀後期滅絕事件开始，到2.98亿年前的石炭纪雨林崩溃事件而结束。因为以早期兩棲動物（特别是离片椎类）为代表的四足类脊椎动物在這個時代开始占据陆地环境并成为食物链中上层的优势物种，所以石炭纪又被稱為「兩棲時代」。
石炭纪的名字来自于拉丁语（“石炭”）和（“持有、承载”），源于当时在全世界各地茂密史前森林在地层中形成的煤床。石炭纪是第一个不以其研究岩层的所在地命名的地质时期，由英国地质学家威廉·科尼比尔（William Daniel Conybeare，1787～1857）和威廉·菲利普斯（William Phillips，1775～1828）二人于1822年合作命名。
石炭纪与之前的泥盆纪和之后的二叠纪之间的边界年代主要是通过放射性同位素断代获得的。对石炭纪的内部分类各个地区使用非常不同的系统，在西欧一般被分为上下两个亚纪；在美国分密西西比纪和宾夕法尼亚纪；在俄罗斯分上、中、下三个亚纪，这些不同的系统在其使用地区和传统中却相当稳定。古生物学上的细节划分一般使用海生动物：䗴类、头足类、腕足动物、珊瑚等。陆地植物也被用来对晚石炭世作细节划分。

## 古生物

### 植物
石炭纪，尤其是石炭纪晚期可以被称为是蕨类植物的时代。蕨类植物森林的规模可以从今天石煤层的规模中看出来端倪。这些在今天成为石煤的植物当中最主要的是：

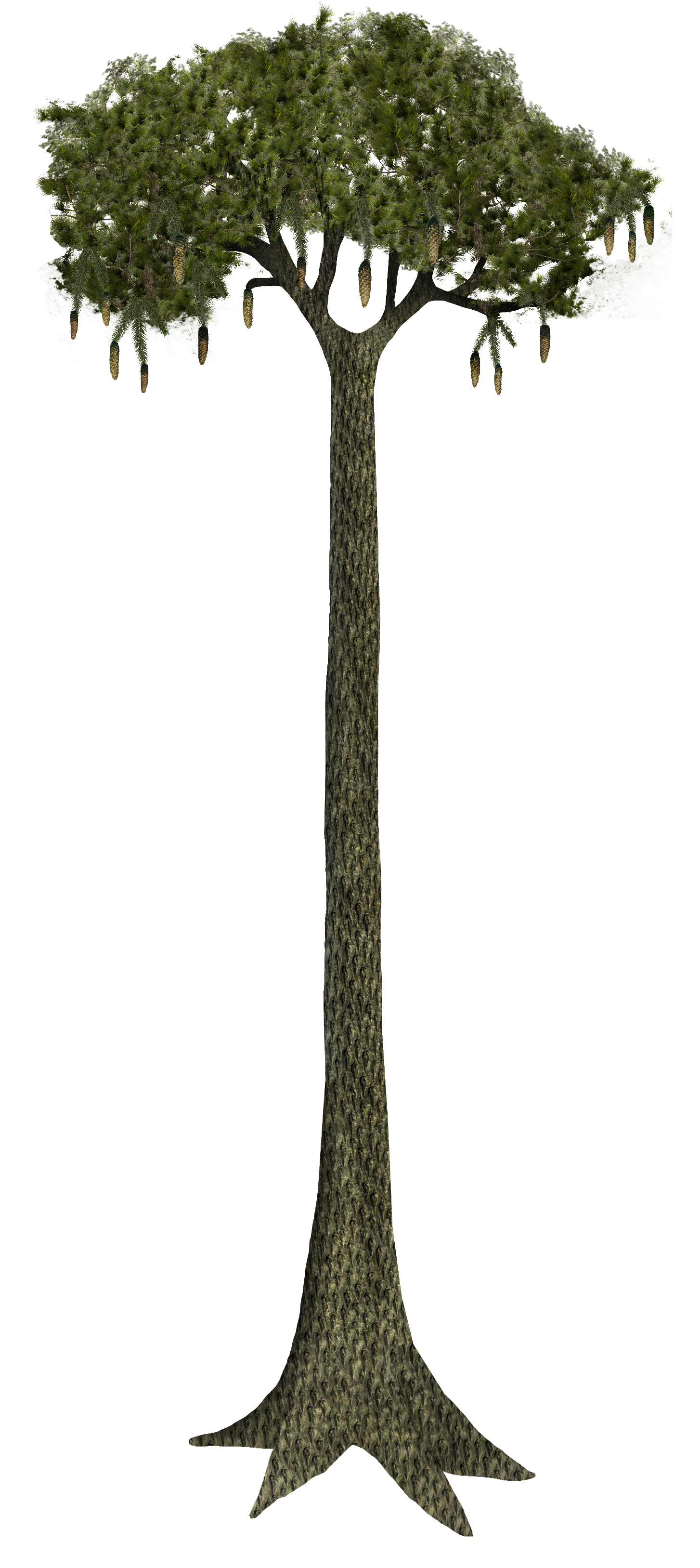
属于石松门的鳞木属，高度达到40米，其茎的直径可达1米
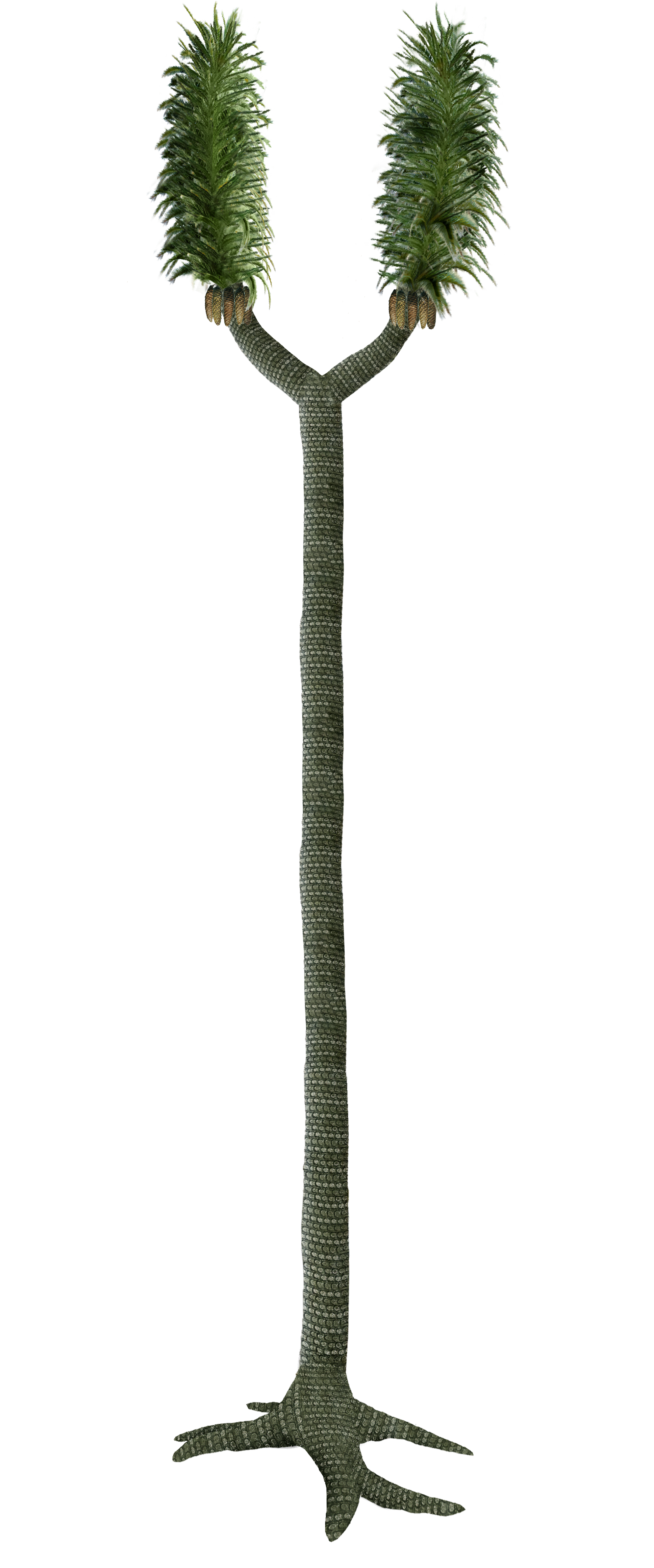
属于石松门的封印木属，高度达到30米
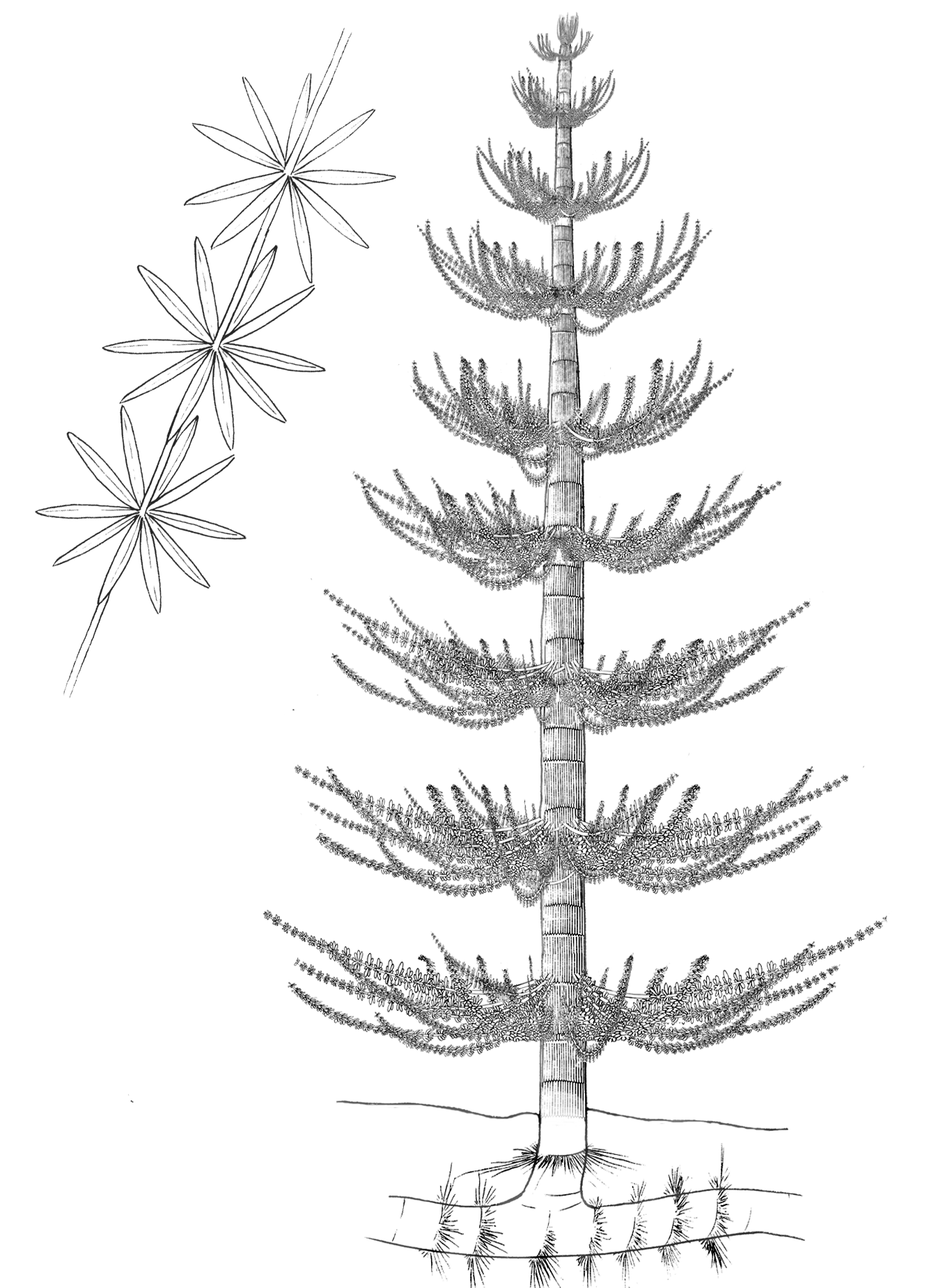
属于木贼纲的芦木也达到了20米高

#### 演化事件
- 在石炭纪晚期出现裸子植物。
- 出现附生植物[6]和藤本植物[7][8]。
- 最早的树脂化石纪录[9]。

### 动物

#### 海生动物
泥盆纪海中占支配作用的盾皮鱼类在泥盆紀後期滅絕事件后再也没有出现过。石炭纪海中的鱼类主要是活动灵便的软骨鱼类和辐鳍鱼类。尤其是软骨鱼类，占据了海中的支配地位，石炭纪的软骨鱼类多样性远高于中生代时期的软骨鱼类。
出现了新兴的䗴类，是单细胞生物，但它们可以达到10厘米大。菊石和海百合繁盛。三叶虫到石炭纪已经大部分绝灭，只剩下几个属种。

#### 陆地动物
最早的无翼的昆虫在中泥盆世就出现了，到晚石炭世时，有翼的昆虫出现。石炭統煤系地層中發現超過500種的昆蟲。
在陆地和淡水生活的脊椎动物主要是肉鳍鱼类、离片椎类两栖动物和非羊膜爬行形类，它们还保存着相当的水生习性。由于它们在陆地上还没有竞争对手，因此它们的种类非常多，有些一直大到6米长。

#### 演化事件
- 最早可以算作羊膜动物的骨骼化石纪录（石炭纪晚期）。
- 最早的虫瘿化石纪录[10]。
- 软骨鱼类的卵鞘和粪化石最早纪录[11][12]。

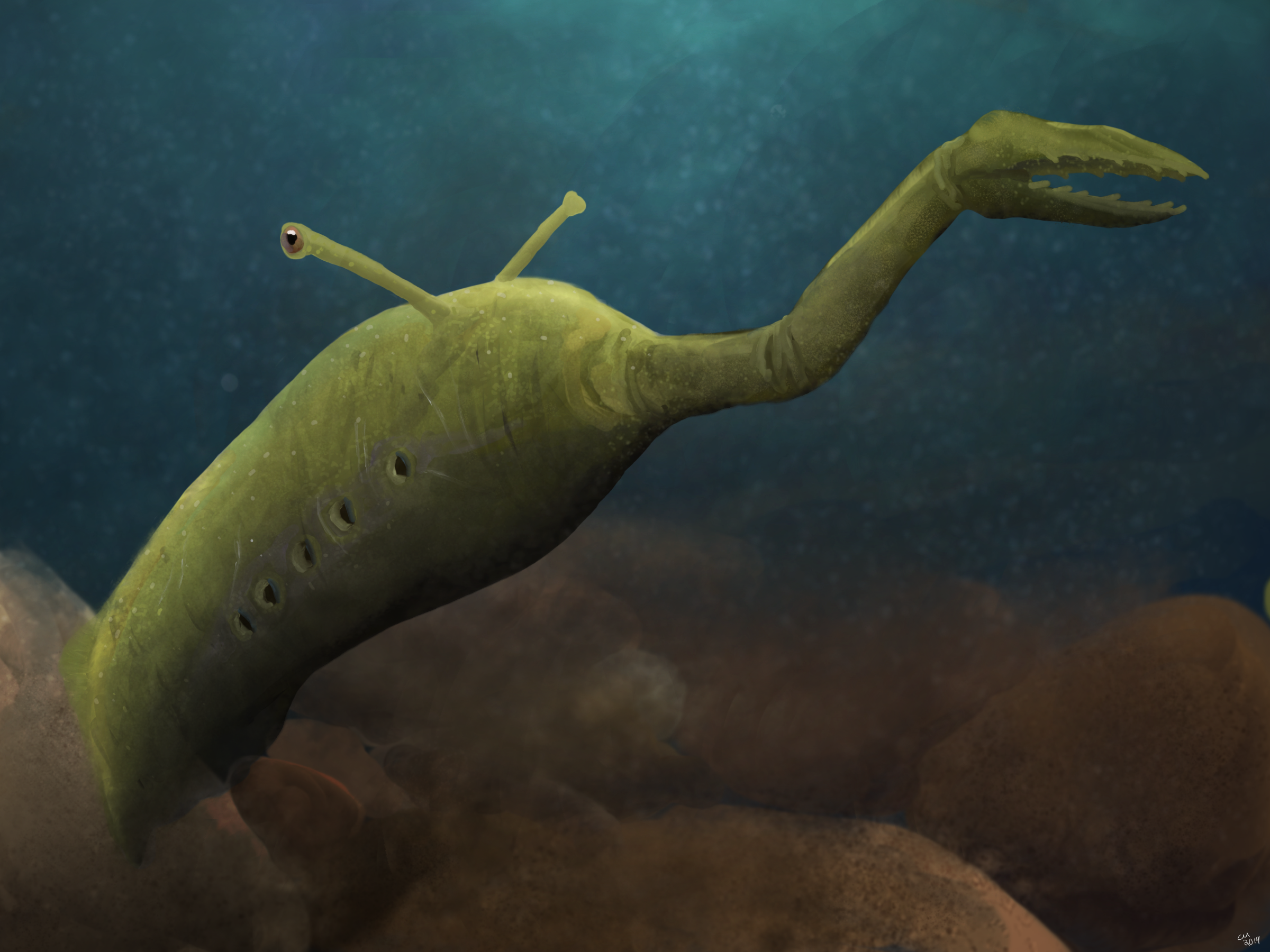
塔利怪物属復原圖，分类未定
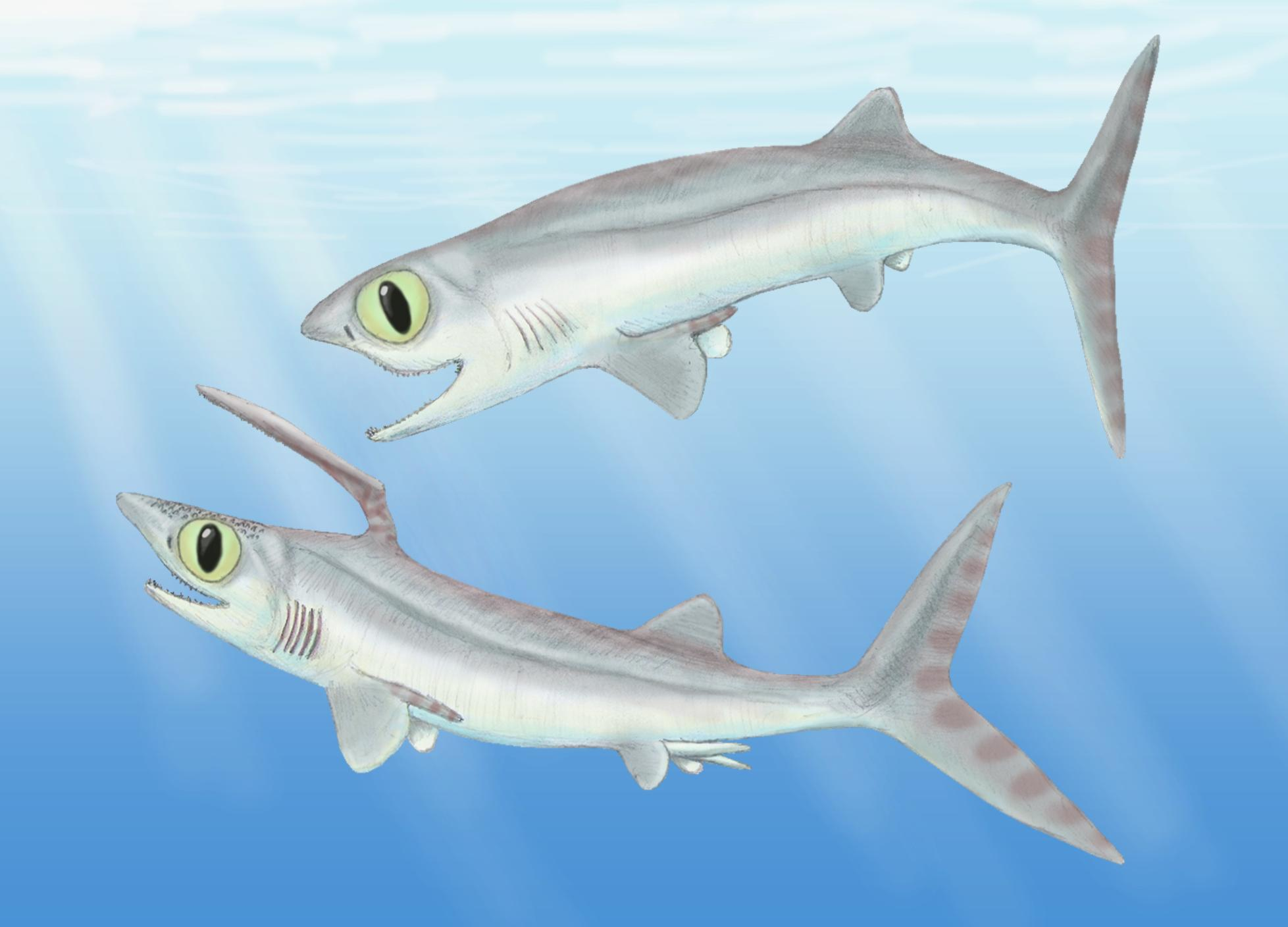
镰鳍鲨属復原圖：下方（雄性）、上方（雌性）
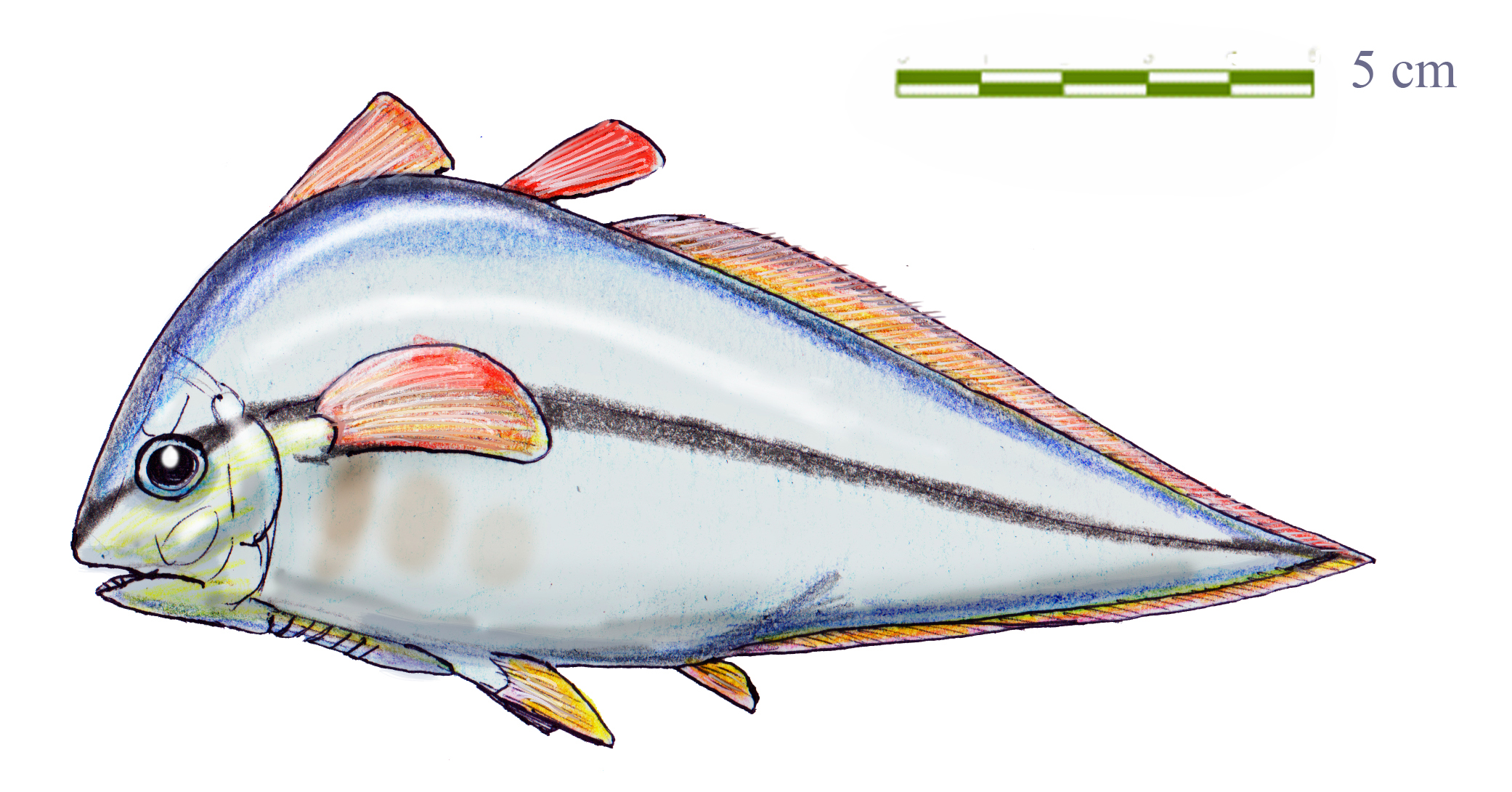
蒙大拿異翅魚復原圖，属于腔棘鱼纲
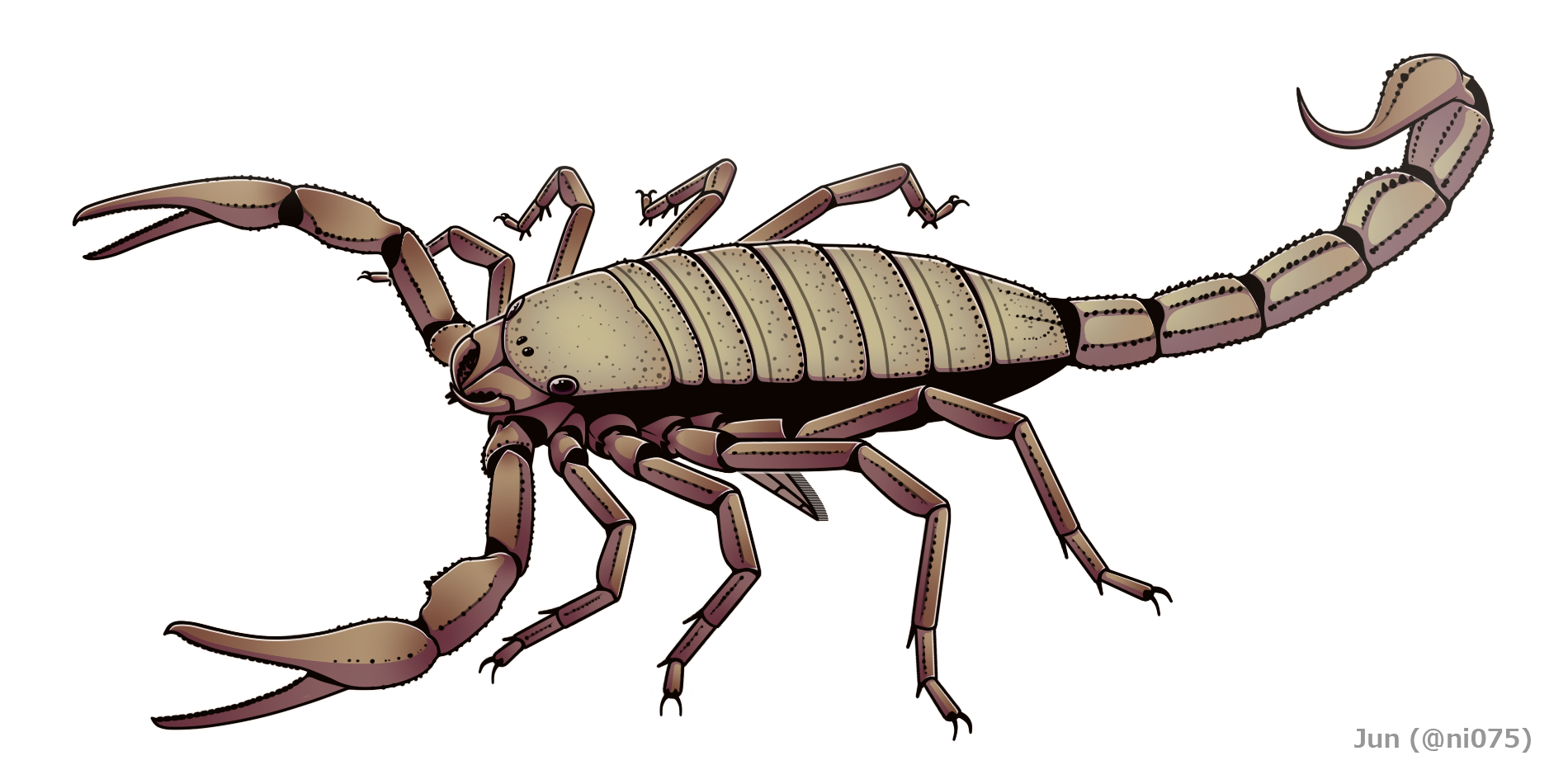
石炭紀早期的肺蝎體長可達70厘米
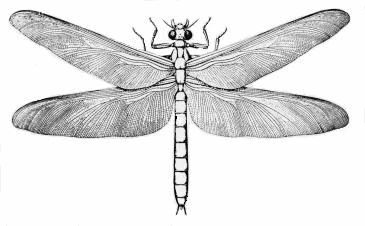
石炭紀晚期的巨脈蜻蜓翼展可達75厘米
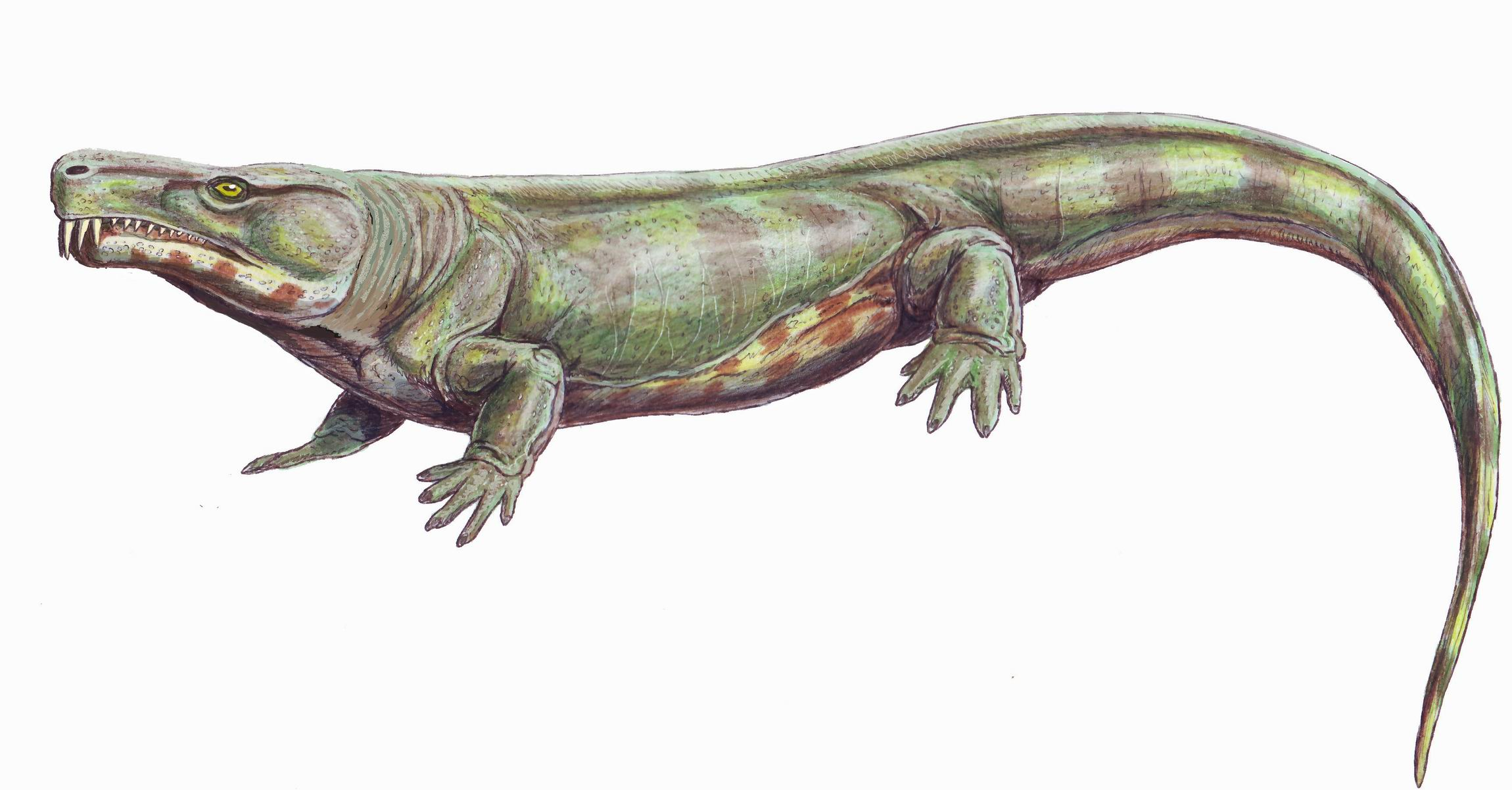
石炭紀末期至二叠纪早期的湖龙属體長可達1.5米[13]，是地球上最早的陆栖大型四足食肉动物

## 古地理

晚石炭世时期的地球

### 出发点
在泥盆纪中北美地块和北欧-俄罗斯地块结合到一起。这块大陆与后来的冈瓦那大陆的其它部分（今天的非洲、南美洲、南极洲、澳大利亚和印度）之间部分是由不同的地形组成的海洋。在泥盆纪晚期这些地区与北美-北欧-俄罗斯组成的大陆已开始有接触。

### 发展
石炭纪内这个过程继续发展，到早石炭世、晚石炭世交界的时期这个过程达到一个高潮。直到石炭纪晚期非洲西北部与北美之间的空隙才被填补。阿巴拉契亚山脉的造山运动完成。西伯利亚与俄罗斯也已经基本相接，乌拉尔山脉形成，盤古大陸基本形成。

## 气候
石炭纪开始时非洲的南角位于地球的南极。石炭纪中冈瓦那大陆按顺时钟方向旋转，到二叠纪时南极洲位于南极。石炭纪开始后气温下降，在石炭纪早期就已经有冰川形成，但到石炭纪/二叠纪间期冰川发展到了高潮期。在冈瓦那大陆到处都可以找到冰川的痕迹。地质分析证明在石炭纪中气温比较温暖的时期与气温比较寒冷的时期不断交替。石炭纪晚期的大量煤的沉积可能与海面的不断上下波动有关。这个波动可能是由于冈瓦那大陆南部冰川的融化和延长而造成的。

## 相關影視作品
- 貓狗時空傳
- Bugs